# Tirám
A tirám a mezőgazdaságban gomba elleni porozószer, gabonaféléknél kontakt hatású vetőmag csávázószer. Alkalmazható nyúl, patkány, őz elriasztására a termés védelmében.
Az USA-ban 1948-ban regisztrálták nem-szisztémás gombaölő szerként.
Az emberi gyógyszerészetben filmkötszerekben alkalmazzák fertőtlenítő szerként (INN: thiram).
A gumiiparban is alkalmazzák keményítő és gyorsító anyagként (magas kéntartalma miatt) mivel a nyers gumi vulkanizálódását nagy mértékben felgyorsítja.

## Filmkötszerek
A filmkötszerek vékony, áttetsző, féligáteresztő anyagok, melyek áteresztik a gyógyuló sebből távozó gőzöket és gázokat, de megakadályozzák a baktériumok áthatolását a környezet felől. Kisebb sebek, égési sérülések ellen használatos. Gyakran tartalmaz fájdalomcsillapító és/vagy fertőzés elleni szereket is.
A film vagy a sebre tapad a kötszerből, vagy aeroszol ill. splay formában kerül rá, és a seben jön létre.
A Nobecutan filmkötszerben a tirám a fertőzésgátló.

## Veszélyek
Akut mérgező hatása szájon és bőrön keresztül alacsony, belélegezve közepes. A szemet közepesen, a bőrt csekély mértékben irritálja.
Laboratóriumi állatkísérletekben a mérgezés az idegrendszerben jelentkezett: az állatok letargikusakká váltak, mozgásigényük lecsökkent. Különféle magzati rendellenességeket okozott, de rákkeltő hatást nem tapasztaltak.

## Fizikai/kémiai tulajdonságok
Színtelen, jellegzetes szagú, fehér–sárgásfehér kristályos anyag. Vízben nem, acetonban, kloroformban és a legtöbb szerves oldószerben oldódik, éterben, alkoholban, szén-diszulfidban csak kevéssé. Nem oldható híg lúgokban, benzinben és alifás szénhidrogénekben.

## Jogszabályok
A 91/414/EGK irányelv I. melléklete szerint bizonyos feltételek mellett engedélyezett a növényvédő szerekben történő használata. A 98/8/EK európai parlamenti és tanácsi irányelv alapján a tagországok ideiglenesen engedélyezhetik a tirám-tartalmú porozószer-készítmények használatát.

## Gyógyszerkészítmények
A nemzetközi gyógyszerkereskedelemben:
- Nobecutan[5]

Magyarországon nincs forgalomban.